# Ptychorhynchus
Margaritifera је род слатководних шкољки.

## Врсте
- Ptychorhynchus denserugata (Haas, 1910)
- Ptychorhynchus murinum (Heude, 1883)
- Ptychorhynchus pfisteri (Heude, 1874)
- Ptychorhynchus schoedei (Haas, 1930)
- Ptychorhynchus schomburgianum (Heude, 1885)

## Синоними
- Heudeana Frierson, 1922